# Bark at the Moon (canción)
Bark at the Moon (Ladrarle a la Luna - en español) es una canción de heavy metal del músico británico Ozzy Osbourne. Es la primera canción del disco homónimo, publicado en 1983. Según los créditos originales del álbum, fue compuesta por Osbourne y tiene una duración de cuatro minutos y diecisiete segundos.

## Contenido
La canción trata de una bestia mítica que aterrorizaba a una pequeña aldea, que fue asesinada pero resucitó y nuevamente creó el caos. El vídeo, sin embargo, muestra a un científico (interpretado por Osbourne), quien accidentalmente se transforma en una bestia, es asesinado, y resucita como un humano libre nuevamente.
Esta canción marca la primera grabación después de la muerte del guitarrista Randy Rhoads, quien fue reemplazado por Jake E. Lee.

## Personal
- Ozzy Osbourne – Voz
- Jake E. Lee – Guitarra
- Bob Daisley – Bajo
- Tommy Aldridge – Batería
- Don Airey - Teclados